# Kantate ved Hundreaarsfæsten for Norges Vel
Kantate ved Hundreaarsfæsten for Norges Vel is een compositie van Christian Sinding. Hij schreef samen met Bjørnstjerne Bjørnson een cantate voor het eeuwfeest van Norges Vel. Norges Vel is een Koninklijke Noorse Vereniging voor Ontwikkeling, een onafhankelijke, niet-gouvernementele - en non-profitorganisatie. Hun doel is bij te dragen aan leefbare lokale gemeenschappen door middel van duurzame bedrijfsontwikkeling zowel in Noorwegen als in tal van andere landen.
De (waarschijnlijk) enige uitvoering van het werk vond plaats in de zaal van de Universiteit van Oslo onder leiding van de componist met een koor geleid door Ivar Holter en als solist Emil Riesen. Orkest van dienst was het orkest van het Nationaltheatret, normaliter gedirigeerd door Johan Halvorsen.

## Orkestratie
- bariton solo
- gemengd koor (sopranen, alten, tenoren, bassen
- 2 dwarsfluiten, 2 hobo’s, 2 klarinetten, 2 fagotten
- 4 hoorns,  2 trompetten, 3 trombones
- pauken,  bekkens, grote trom, 1 harp
- violen, altviolen, celli, contrabassen